# Luis Tejedor

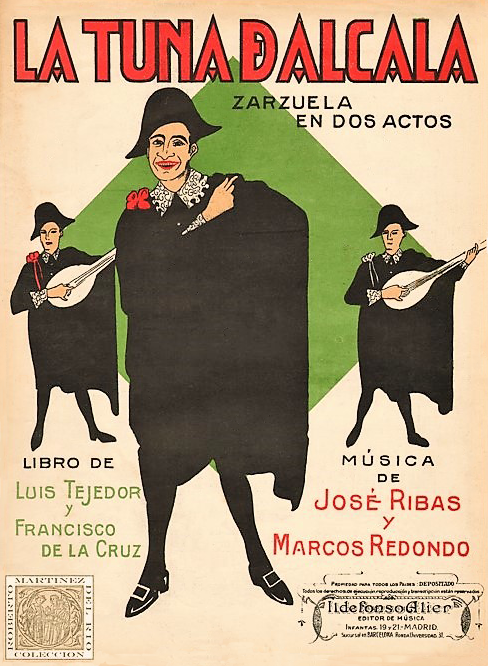
"La Tuna de Alcalá" zarzuela de 1926.

Luis Tejedor Campomanes (Valladolid, 1903 - Madrid, 1985), comediógrafo y guionista cinematográfico español.

## Biografía
Fue médico y autor de más de ciento cincuenta obras entre comedias y zarzuelas. Empezó componiendo comedias con Luis Muñoz Lorente, destacando Las tres B. B. B. (1944), La señorita suspenso (1944), la parodia en tres actos Un drama de Echegaray ¡ay! (1947) y la zarzuela Por Navarra. Y alcanzó una cierta fama en los años de posguerra casi siempre en colaboración con José Alfayate, con quien escribió comedias como Cuando la suegra es la otra (1954), Tres alcobas (1954), que fue llevada al cine; Mi mujer me gusta más (1955), No es tan fiero el león (1955), La nariz de Cyrano (1959) y el "caso en dos actos" Un señor con barba (1963).
Colaboró también con otros comediógrafos como Luis Fernández de Sevilla (Un moreno y un rubio, 1949; ¡¡Tenemos petróleo!! 1956, La mujer compuesta, 1957, Cuñada viene de cuña, 1959 y Cuando París no contestó, 1962) Ángel de Andrés (Bambi y las cazadoras, 1967) y Enrique Martínez Muñoz (El motocarro, 1966) entre otros.
En solitario escribió Las mujeres y yo, 1960, y el folletín escénico Hubo un bandido en Madrid (hazañas de Luis Candelas), 1978.
Participó como guionista en algunas películas, entre las que destaca El genio alegre (1955), adaptación de la obra homónima de los hermanos Álvarez Quintero.